# Louis Gérard (pilote automobile)
Pour les articles homonymes, voir Gérard.

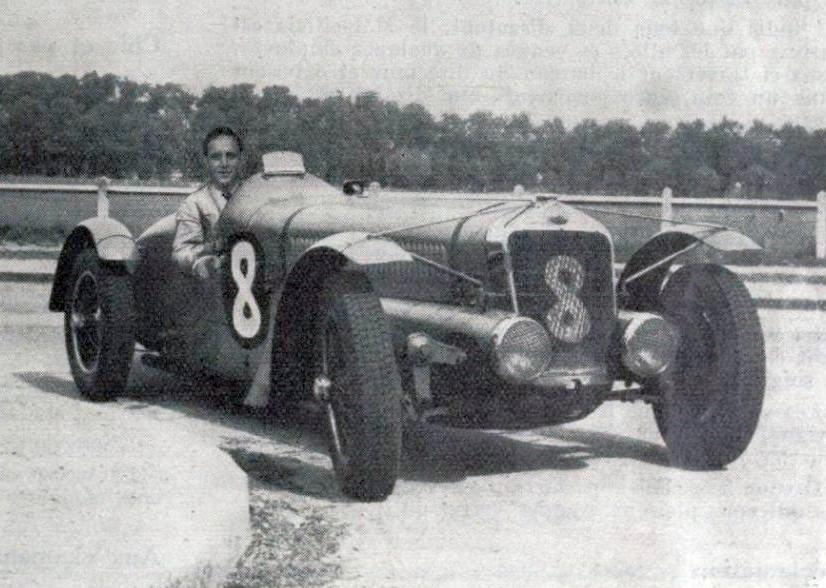
Louis Gérard, vainqueur du Tourist Trophy en 1938 sur Delage D6-70.

Louis Gustave Adolphe Gérard, né le 16 avril 1899 à Arras et décédé le 11 mai 2000 à Saint-Cyr-sur-Mer, fut sans doute l'un des meilleurs pilotes de course automobile français de son époque, et participa à de nombreuses épreuves pour voitures de sport et à divers Grand Prix entre 1937 et 1951.

## Biographie
Second d’une fratrie de sept enfants, Louis Gérard naquit en avril 1899 à Arras (département du Pas-de-Calais). Pendant la Première Guerre mondiale, il s'engagea dans l’armée à l'âge de 17 ans et servit dans l'artillerie lourde. Après la guerre et la fin de son contrat avec l'armée, il devint tailleur à Paris. Il y épousa Marie Yvonne Laurent (1899-1941), avec qui il eut deux enfants, Jean-Yves et Nicole (laquelle deviendra plus tard l'épouse du comédien Jacques Castelot). Il commença la compétition automobile durant la seconde moitié des années 1930, alors qu'il était propriétaire de machines à sous disposées dans des cafés parisiens. Pendant la Seconde Guerre mondiale, alors qu'il résidait à Ferrières (département de l'Oise) en zone occupée, il fut informateur pour les Alliés et contribua à l’organisation de raids aériens. Il reprit la compétition automobile après la guerre. A la fin des années 1950, ayant divorcé de sa deuxième épouse Barbara Raponnet, il épousa Liliane Françoise Hannedouche (1932-1997), avec qui il eut un fils,  Jean‑François. Il fut décoré de la Légion d'Honneur en 1996 pour les services rendus en temps de guerre. Il s'éteignit à Saint-Cyr-sur-Mer (département du Var) en mai 2000, trois ans après Liliane.

## Courses automobiles
La carrière de Louis Gérard en sport automobile commença par hasard, en 1937, alors qu'il avait 38 ans. Amateur de voitures depuis qu’il vivait à Paris, il fut incité par son fils Jean-Yves à acheter une Delage D6-70 exposée Avenue Victor Emmanuel III. Ses revenus provenant des machines à sous, il paya la voiture en sacs de pièces de monnaie. Peu après cet achat, il fut contacté par Jacques de Valence de Minardière, agent Delage à Paris, qui lui suggéra de participer aux 24 Heures du Mans avec la voiture de sport nouvellement acquise, et lui proposa d'être son coéquipier pour cette compétition. La voiture avait en effet été construite en vue des 24 Heures du Mans 1936, finalement annulées en raison des grèves ayant accompagné l'élection du Front Populaire en France,. Louis Gérard prit ainsi le départ des 24 Heures du Mans 1937 avec Jacques de Valence comme coéquipier. Le binôme termina l'épreuve en quatrième position.

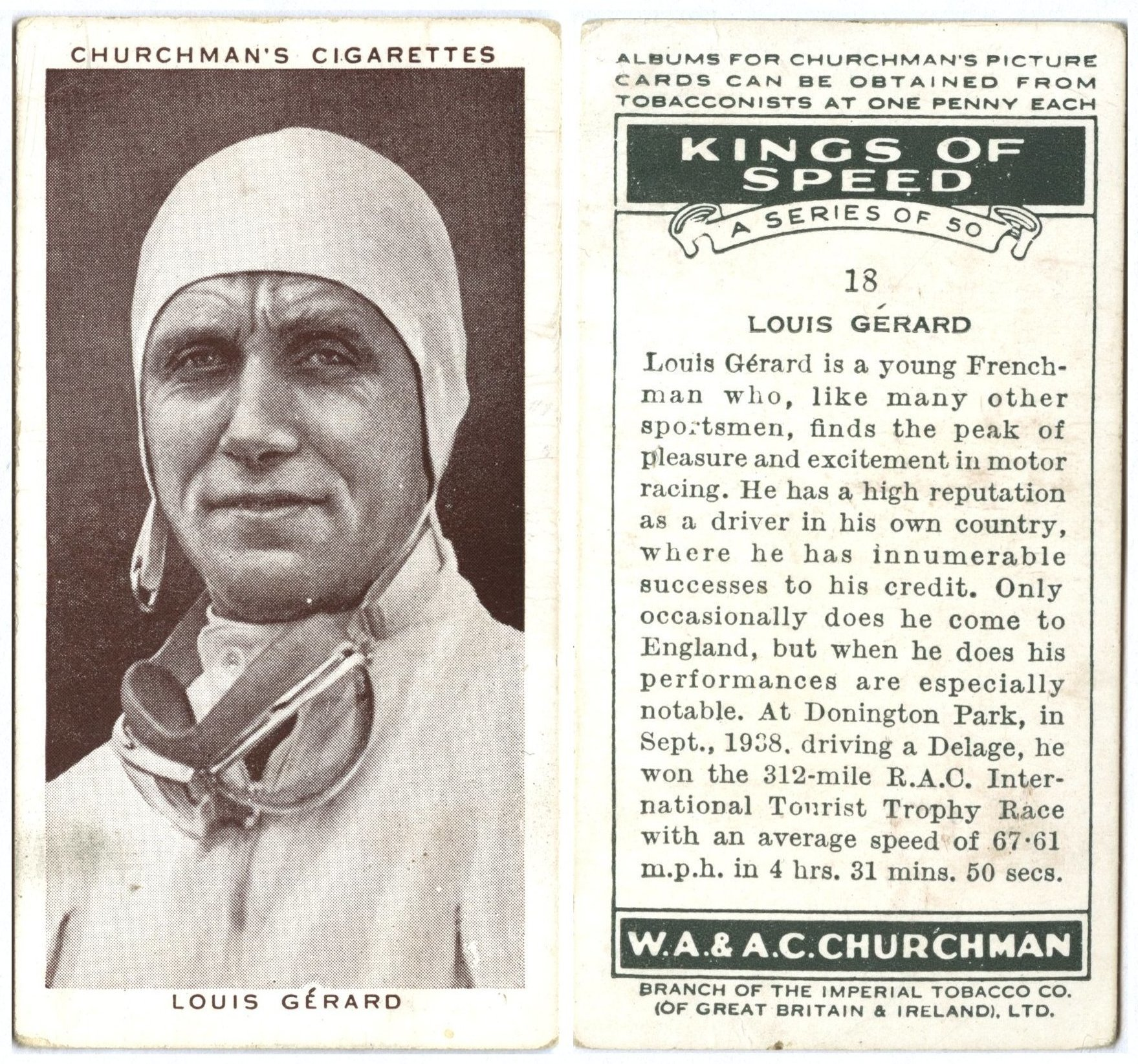
Recto et verso d'une carte éditée par Churman's Cigarettes en 1939.

Après les 24 Heures du Mans 1937, Louis Gérard enchaîna les compétitions avec sa propre Delage jusqu’en automne 1938. En avril 1938, il arriva en troisième position au Grand Prix de Cork. Au mois de mai de la même année, il finit second au Grand Prix d'Anvers après avoir battu le record du tour. En juillet, avec Georges Monneret pour coéquipier, il termina second aux 24 Heures de Spa en dépit de conditions météorologiques épouvantables,. En septembre 1938, sous une pluie persistante, il remporta le Tourist Trophy organisé sur le circuit de Donington par le Royal Automobile Club d'Angleterre.
Suite à sa prestation aux 24 Heures de Spa 1938, Louis Gérard fut contacté par Enzo Ferrari pour devenir pilote officiel d’Alfa Romeo l'année suivante,. En outre, après sa victoire à Donington, il fut invité à participer au Grand Prix d’East London et au Grand Prix de Grosvenor se tenant en Afrique du Sud en janvier 1939. Ces deux courses étant réservées aux voitures monoplaces, et compte-tenu de la proposition de Ferrari, Gérard échangea sa Delage pour une Maserati 6CM. Malheureusement, une fois en Afrique du Sud avec cette voiture en janvier 1939, il fut contraint à l'abandon en raison de problèmes mécaniques au cours de chacun des deux Grands Prix,. Par ailleurs, dans le même temps, Mussolini interdisait formellement à Enzo Ferrari d’engager un pilote étranger,.
Grâce à ses performances sur Delage, Louis Gérard devint finalement premier pilote de l’écurie (française) Walter Watney nouvellement créée, et participa à plusieurs compétitions de 1939 avec l’une des deux Delage D6‑3 Litres de l’écurie. C’est notamment au volant de l’une de ces deux voitures que lui et Georges Monneret se relayèrent pendant les 24 Heures du Mans 1939. Le binôme fut en tête de l’épreuve pendant 17 heures ; malheureusement, en raison d’un incident mécanique assez mineur mais ayant entraîné un arrêt prolongé au stand à la 21e heure, Gérard et Monneret finirent seconds derrière la Bugatti Type 57 de Jean‑Pierre Wimille et Pierre Veyron. Une semaine après les 24 Heures du Mans 1939, Gérard retrouvait le circuit de Spa-Francorchamps, mais cette fois pour participer au Grand Prix de Belgique, au volant d’une Delahaye T135CS qu'il savait incapable de concurrencer les quatre Mercedes W154 et quatre Auto Union Type D bien plus puissantes qui étaient sur la grille de départ. Le fait est qu'il termina le Grand Prix en sixième position, derrière les deux Mercedes et l'unique Auto Union encore en course à la fin de l'épreuve, ainsi que l'Alfa Romeo Tipo 308 de Raymond Sommer et la Delahaye T135CS pilotée par son ami Robert Mazaud.

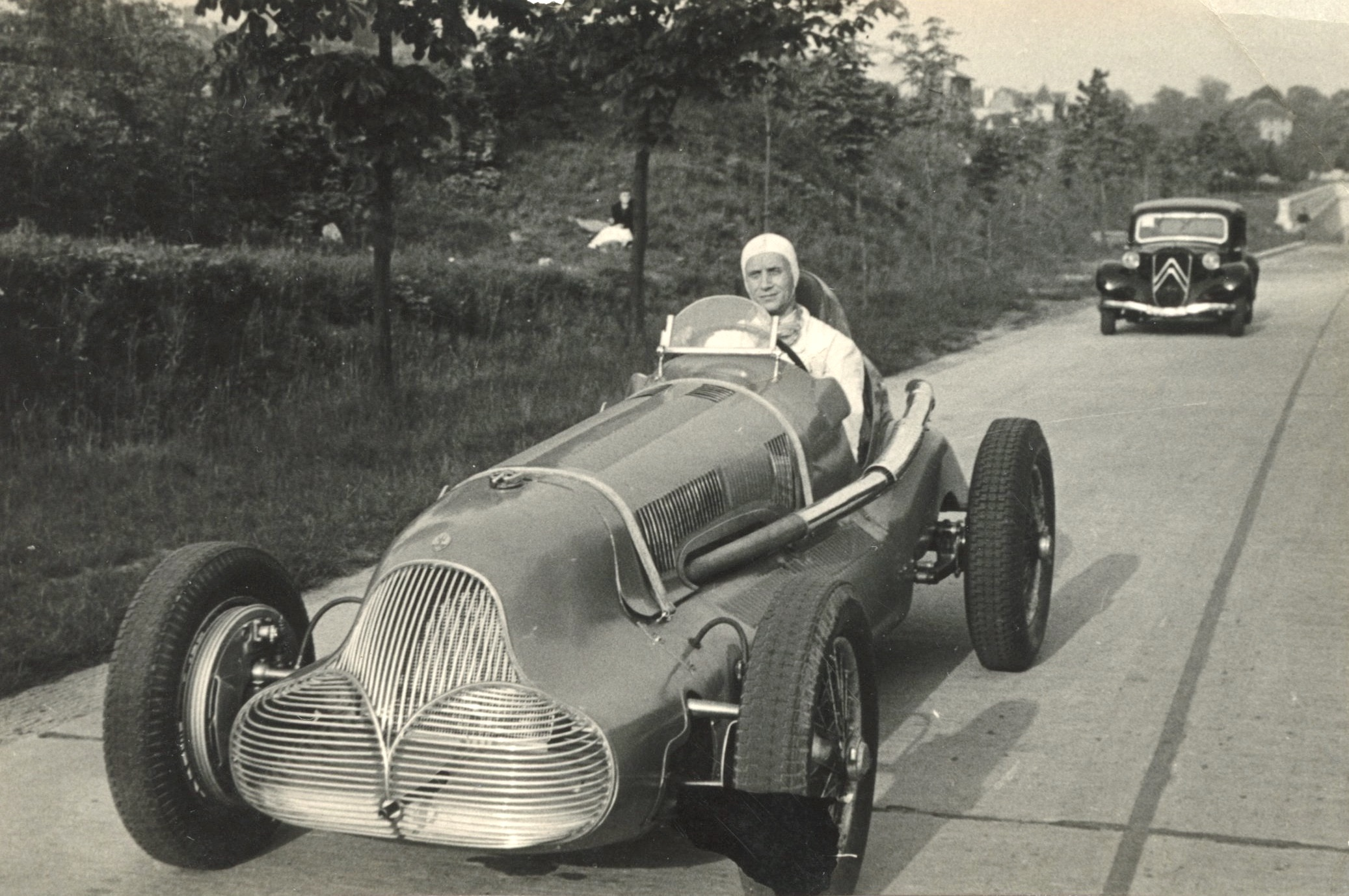
Louis Gérard au volant de la Maserati recarrossée par Figoni pour les 500 Miles d'Indianapolis en 1946.

Louis Gérard reprit la compétition automobile après la Seconde Guerre mondiale. Il le fit d'abord sur Maserati 8CM à l'occasion de la Coupe des Prisonniers en 1945, puis des 500 Miles d'Indianapolis et du Grand Prix de Nantes en 1946. Au cours de ce Grand Prix dramatique, une spectatrice trouva la mort, et Robert Mazaud eut lui aussi un accident mortel avec sa Maserati alors qu'il s'apprêtait à doubler Louis Gérard,. Jugé partiellement responsable de l'accident de Mazaud en dépit de témoignages le mettant hors de cause, Gérard vit sa licence de pilote de course temporairement suspendue.
Par la suite, Louis Gérard courut dans la plupart des cas sur l’une des cinq Delage D6‑3 Litres de compétition construites après la guerre. C'est avec cette Delage d'après-guerre qu'il termina quatrième des 24 Heures du Mans 1949 avec Francisco Godia Sales pour coéquipier. L'année suivante, avec cette même voiture, il courut le Grand Prix de Paris, puis les 12 Heures de Paris avec De Saint-Didier pour coéquipier, terminant second dans les deux cas. Louis Gérard repilota deux fois la Delage D6‑3 Litres du Mans 1939, d'une part en 1950 à l’occasion de la Coupe du Salon, qu’il termina en seconde position,, d'autre part en 1951 à l’occasion du Grand Prix de Paris, où, pour sa dernière apparition en course à l'âge de 52 ans, il finit en huitième position derrière des voitures nettement plus récentes et plus puissantes que la sienne.

## Une traversée incomplète de l’Afrique fin 1938
Plutôt que de se rendre en Afrique du Sud par voie maritime (comme le faisait la Maserati qu’il devait piloter sur place tout début janvier 1939), Louis Gérard se joignit à l’anglais Jack Gleisner qui cherchait un coéquipier pour aller de Londres à Cape Town en voiture,,. L’idée était de battre à la fois le record précédent de Gleisner pour le même trajet (19 jours) et le record par voie maritime établi en 1936 par le RMMV Stirling Castle (13 jours et 9 heures entre Southampton et Cape Town). Le raid, commenté dans la presse, fut entrepris avec une Dodge D11 dont l’arrière avait été aménagé en couchette afin que les deux conducteurs puissent se relayer au volant. Après Alger et la traversée du Sahara via Bidon V, l'itinéraire passait par Gao dans l’actuel Mali, Kano dans le nord du Nigeria, Fort‑Archambault (actuelle ville de Sarh) dans le sud du Tchad, Nairobi au Kenya, et Mbeya dans le sud-ouest de l’actuelle Tanzanie. Au-delà, le raid devait se poursuivre en passant par Salisbury en Rhodésie du Sud (actuelle ville d’Harare au Zimbabwe) et Johannesburg en Afrique du Sud.
Gérard et Gleisner traversèrent le Sahara en 30 heures, établissant un nouveau record,. En revanche, au départ de Gao, la Dodge mit 6 heures pour faire 50 km, et ne fut dégagée de la boue où elle s'était enlisée que grâce à l’intervention de villageois. La grande faune africaine fut à l'origine de quelques moments intenses entre Gao et Nairobi, avec, entre autres, un léopard aperçu dans la nuit au cours d’une réparation, trois lions peu pressés de dégager la piste où ils étaient couchés, et un groupe de buffles surpris par l'irruption de la voiture, ce qui valut à la Dodge d'avoir une aile endommagée par un coup de tête. Néanmoins, les véritables difficultés rencontrées sur le même tronçon furent des pannes, des accidents sans gravité et des problèmes mécaniques, nécessitant selon le cas un arrêt prolongé ou bien de rouler à faible allure sur une grande distance. Au fil des jours, l'accumulation des péripéties empêcha Gérard et Gleisner de remporter leur pari, puisqu’il leur fallut la quasi-totalité du mois de décembre 1938 pour couvrir les trois quarts des 16 500 km à parcourir pour arriver à Cape Town. En outre, le raid ne put être prolongé au-delà de Mbeya en raison de pistes devenues impraticables en saison des pluies. Louis Gérard dut finalement trouver un avion pour rejoindre l’Afrique du Sud et prendre le départ du Grand Prix d’East London, sans avoir pu participer aux essais, et au volant d'une Maserati monoplace qu’il n’avait encore jamais eu l'occasion de conduire.

## Palmarès

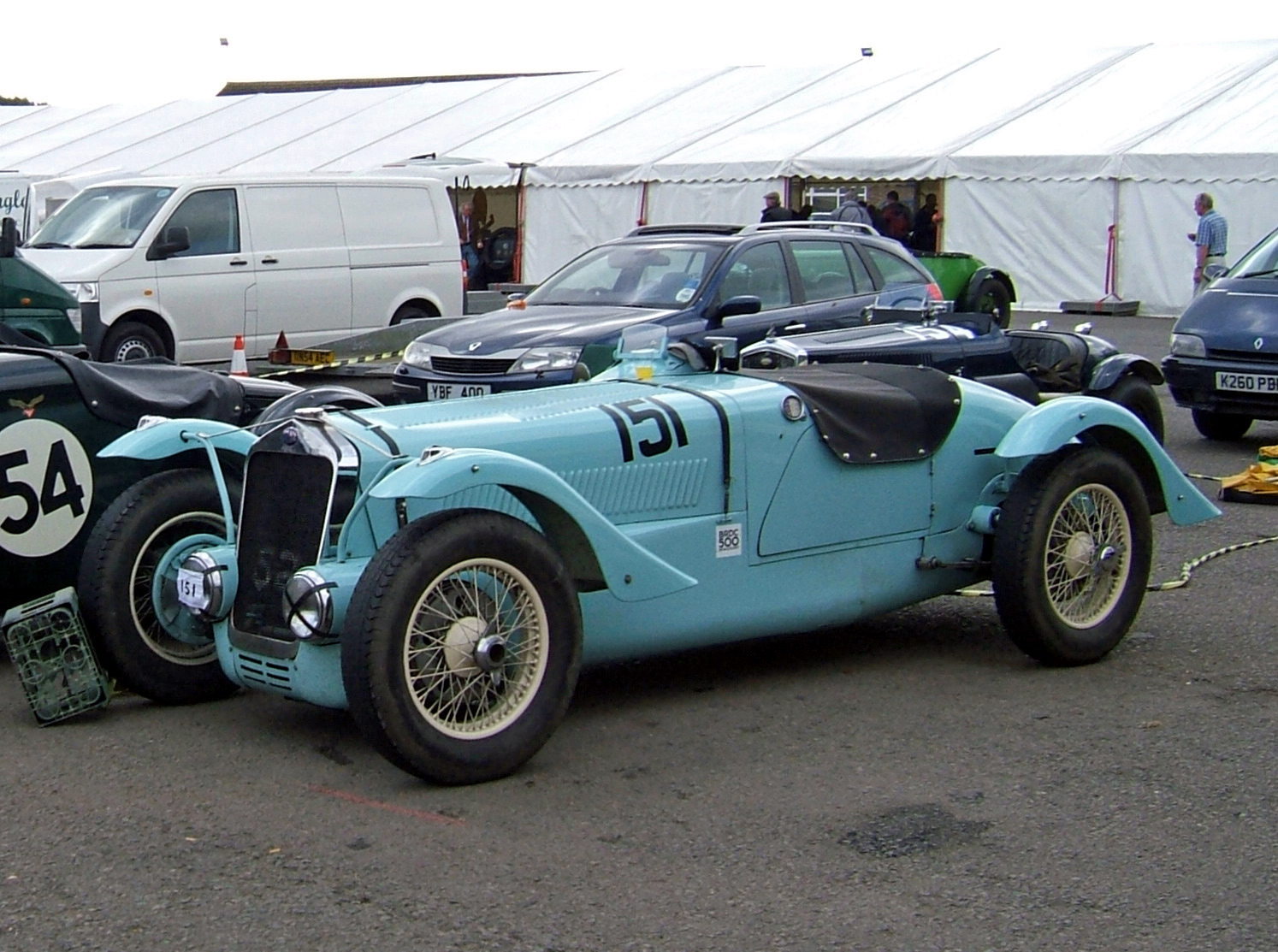
Une Delage TT (Tourist Trophy);

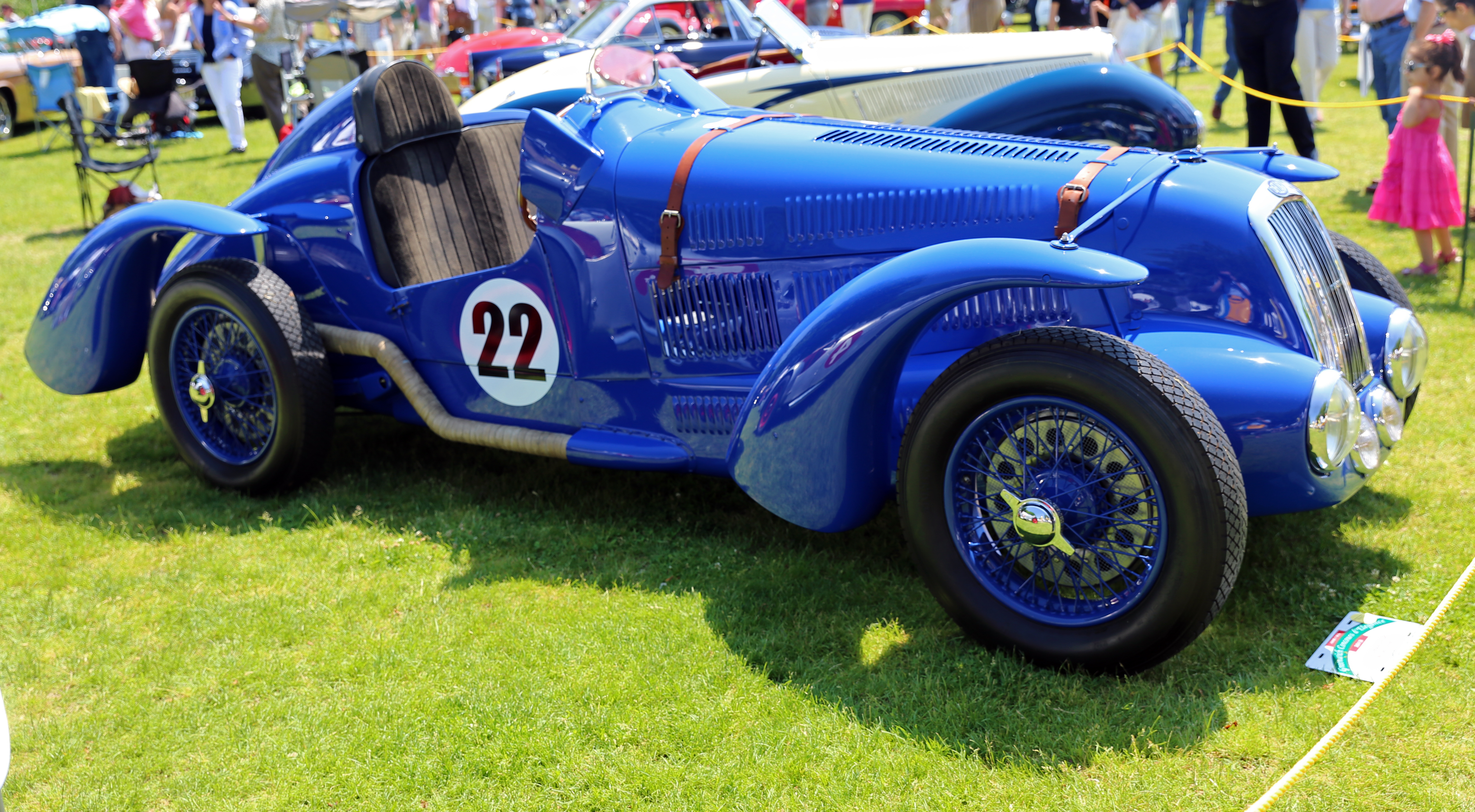
Une Delage D6 Grand Prix avant-guerre (1939).

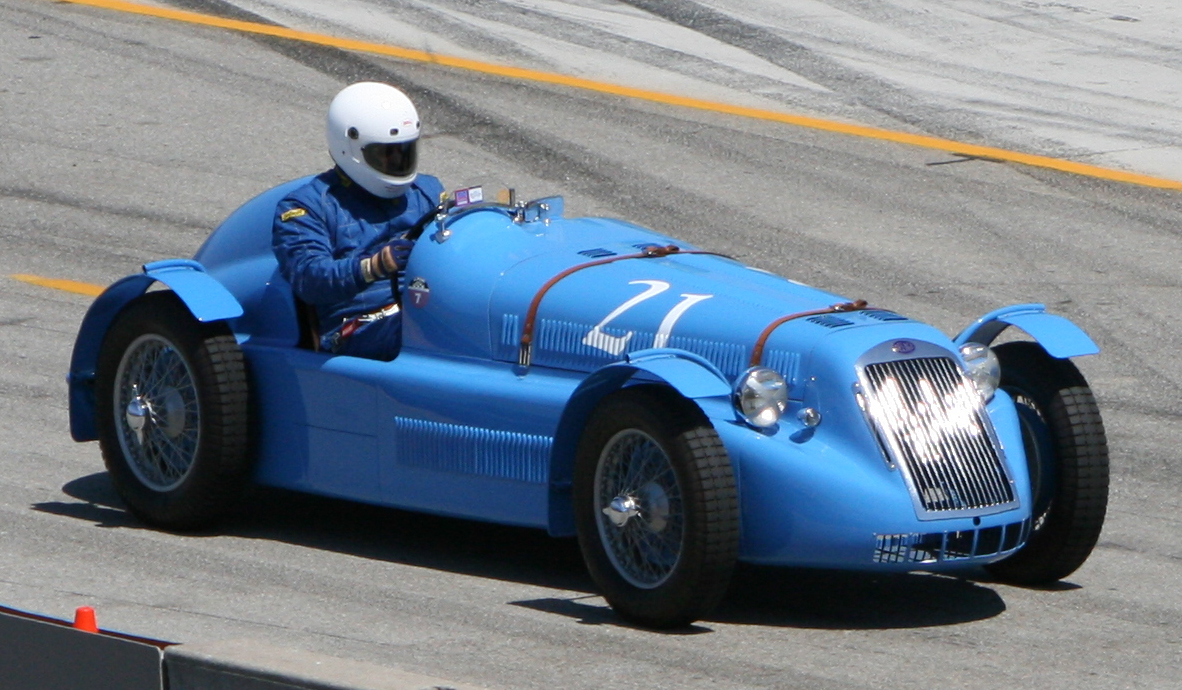
Une Delage D6 Grand Prix après-guerre (1946).

Épreuves pour Voitures de Sport :
- Vainqueur du RAC Tourist Trophy en 1938 à Donington sur Delage D6-70 3L I6 (2e français vainqueur de l'épreuve après Jean Chassagne en 1922) ;
- 2e du Grand Prix d'Anvers (une compétition pour voitures de sport en dépit de son nom) en 1938[4] sur Delage D6-70 3L I6 privée ;
- 2e des 24 Heures de Spa en 1938[2],[5] sur Delage D6-70 3L I6 (avec Georges Monneret ; vainqueurs de la catégorie < 4L) ;
- 2e des 24 Heures du Mans en 1939 sur Delage D6 3L (avec Georges Monneret ; vainqueurs de la catégorie < 3L) ;
- 2e de la Coupe du Salon en 1948 à Montlhéry[10] sur Delage D6 3L ;
- 2e de la Coupe du Salon en 1950 à Montlhéry[9] sur Delage D6 3L ;
- 2e des 12 Heures de Paris en 1950[8] à Montlhéry sur Delage D6 3L (avec De Saint‑Didier ; vainqueur de la catégorie Sport 3L) ;
- 3e de la Coupe d'Automne en 1937[11] à Montlhéry sur Delage D6-70 3L I6 ;
- 4e des 24 Heures du Mans en 1937 sur Delage D6-70 3L I6 (avec Jacques de Valence de Minardière ; vainqueurs de la catégorie < 3L) ;
- 4e des 24 Heures du Mans en 1949 sur Delage D6 3L (avec Francisco Godia Sales ; 2es de la catégorie Sport 3.0).

Grands Prix :
- 2e du Grand Prix de Paris en 1950 à Montlhéry sur Delage D6 3L (privée, derrière Georges Grignard sur Talbot Lago T26C)[12];
- 3e du Grand Prix de Cork en 1938 sur Delage D6-70 3L I6 ;
- 4e du Grand Prix du Comminges en 1939[2] sur Delage D6 3L ;
- 5e du Grand Prix du Salon en 1949 à Montlhéry sur Delage D6 3L ;
- 5e du Grand Prix de Rouen en 1950[2],[13],[14] sur Delage D6 3L ;
- 6e du Grand Prix de Belgique en 1939 à Spa‑Francorchamps sur Delahaye T135CS.